# Rainbow Lakes Estates
Rainbow Lakes Estates est une census-designated place des comtés de Levy et de Marion, dans l'État de Floride, aux États-Unis. En 2020, elle compte une population de 3 438 habitants.